# Sicya sirra
Sicya sirra är en fjärilsart som beskrevs av Druce 1898. Sicya sirra ingår i släktet Sicya och familjen mätare. Inga underarter finns listade i Catalogue of Life.